# FSFAB Cadre-45/2-Weltmeisterschaft 1911/2

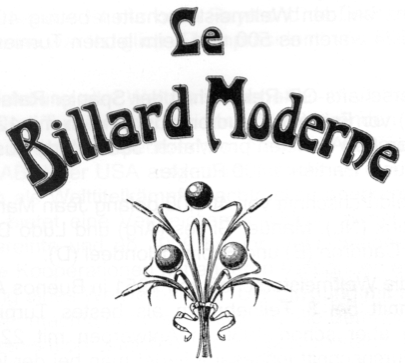
Emblem der FSFAB

Die FSFAB Weltmeisterschaften im Cadre 35/2 und 45/2 1911/2 war die 8. Cadre 45/2 Weltmeisterschaft der Amateure der FSFAB. Das Turnier fand im April 1911 in Paris statt. Parallel zu denen der FSFAB wurden auch Weltmeisterschaften der Fédération Française de Billard (FFB) ausgetragen.

## Geschichte
Das Turnier wurde auf dem Matchbillard mit 45 cm Abstrich der Cadrefelder ausgetragen. Vom Turnier sind nicht alle Unterlagen gesichert. Vermutlich wurden wie damals üblich Stichpartien der punktgleichen Spieler ausgetragen. Der gemeldete Amerikaner Edward Gardner trat nicht zum Turnier an. Alfred Mortier gewann nach 1908 überlegen seine zweite FSFAB Weltmeisterschaft. Parallel zum Match Alfred Mortier gegen Charles Darantière spielte im selben Saal, aber eine Etage höher, der Professional Willie Hoppe eine Weltrekordserie von 622 Punkten. Viele Zuschauer wanderten zu dieser Partie ab, wodurch die Konzentration der Spieler deutlich gestört wurde.

## Turniermodus
Das ganze Turnier wurde im Round Robin System bis 400 Punkte gespielt.
1. MP = Matchpunkte
2. GD = Generaldurchschnitt
3. HS = Höchstserie

## Abschlusstabelle
| Platz | Name               | MP   | GD    | BED   | HS  |
| ----- | ------------------ | ---- | ----- | ----- | --- |
| 1     | Alfred Mortier     | 14:0 | 12,38 | 23,52 | ?   |
| 2     | Albert Poensgen    | 10:4 | 12,74 | 17,39 | 112 |
| 3     | Charles Darantière | 10:4 | 12,08 | 16,66 | 60  |
| 4     | Rudolphe Agassiz   | 6:8  | 9,28  | 11,42 | ?   |
| 5     | Henri Maréchal     | 6:8  | 8,25  | ?     | ?   |
| 6     | Henri Blanc        | 6:8  | 7,88  | ?     | ?   |
| 7     | Edouard Roudil     | 4:10 | 7,61  | 13,79 | ?   |
| 8     | P. Letellier       | 0:14 | 9,86  | –     | ?   |